# Martelange
Martelange (in lussemburghese Maarteleng / Maartel, in vallone Måtlindje) è un comune del Belgio situato in Vallonia nella provincia del Lussemburgo, al confine col Granducato di Lussemburgo.
Al 1º luglio 2004, la popolazione totale di questo comune era di 1 507 abitanti (754 uomini e 753 donne). La superficie totale è di 29,82 km². 
Dal 1830 al 1947, Martelange fu uno dei capisaldi dell'industria dell'ardesia che oggigiorno è totalmente sparita.
È l'ultimo comune belga attraversato dal fiume Sûre.

## Geografia antropica

### Frazioni
A Martelange appartengono le seguenti frazioni:
| Nome ufficiale(Francese) | Vallone   | Lussemburghese | Tedesco     |
| ------------------------ | --------- | -------------- | ----------- |
| Grumelange               | -         | Greimel        | Greimlingen |
| Martelange               | Måtlindje | Maartel        | Martelingen |
| Neuperlé                 | -         | Neipärel       | Neuperl     |
| Radelange                | -         | Rädel          | Rädelingen  |

## Paese di confine
La località è attraversata dalla strada Nazionale 4 che unisce Bruxelles ad Arlon fino a Lussemburgo. La strada costituisce la frontiera col Lussemburgo (Haut-Martelange nel comune di Rambrouch) all'altezza di Martelange. Data una differenza di imposizione fiscale importante sul prezzo della benzina, del tabacco e dell'alcool, la parte orientale della strada, lussemburghese, accoglie molte pompe di benzina che offrono anche altri prodotti a debole pressione fiscale lussemburghese.